# Hexacloruro de wolframio
El hexacloruro de wolframio, o cloruro de wolframio(VI), es el compuesto inorgánico, sal del metal wolframio y del ácido clorhídrico, de fórmula WCl6.  En condiciones estándar es un sólido volátil de color púrpura oscuro. Se trata de un reactivo de partida importante en la preparación de compuestos de wolframio. El WCl6 es un raro ejemplo de hexacloruro de carga neutra, otro ejemplo es ReCl6. Más conocido que el WCl6 es el todavía más volátil hexafluoruro de wolframio, WF6.

## Preparación
- Mediante la cloración del wolframio en un tubo sellado a 600 °C:[3]

{\displaystyle {\mathsf {W+3Cl_{2}\ {\xrightarrow {500-800^{o}C}}\ WCl_{6}}}}
- La reacción de tetracloruro de carbono con trióxido de wolframio:

{\displaystyle {\mathsf {WO_{3}+CCl_{4}\ {\xrightarrow {450^{o}C,p}}\ WCl_{6}+6CCl_{2}O}}}

## Propiedades físicas
El hexacloruro de wolframio forma cristales de color púrpura oscuro. A temperaturas más bajas, se convierte  de color rojo vino. Se puede obtener una forma roja del compuesto mediante la rápida condensación del vapor. Vuelve al color púrpura con un calentamiento suave.
A una temperatura de 180 °C, la forma α-estable se modifica a un sistema cristalino trigonal, los parámetros de la celda unidad: a = 0,658 nm, α = 55 °.
Se hidroliza fácilmente en el aire húmedo, dando a oxicloruros naranja WOCl4 y WO2Cl2, y posteriormente, trióxido de wolframio. El WCl6 es soluble en disulfuro de carbono, tetracloruro de carbono y oxicloruro de fósforo.

## Propiedades químicas y reacciones
El tratamiento con butil-litio proporciona un reactivo que es útil para la desoxigenación de epóxidos.
Se puede sustituir los enlaces de cloruro en el WCl6 por muchos enlaces aniónicos incluyendo: Br-, NCS-, y RO- (R = alquilo, arilo).
Otras reacciones son:
- Se descompone cuando se calienta:

{\displaystyle {\mathsf {2WCl_{6}\ {\xrightarrow {350^{o}C}}\ 2WCl_{5}+Cl_{2}}}}
- Reacciona con la humedad del aire:

{\displaystyle {\mathsf {2WCl_{6}+3H_{2}O\ {\xrightarrow {}}\ WOCl_{4}+WO_{2}Cl_{2}+6HCl}}}
- Reacciona con el agua:

{\displaystyle {\mathsf {WCl_{6}+3H_{2}O\ {\xrightarrow {}}\ 2WO_{3}\downarrow +6HCl}}}
- Reacciona con  álcali diluido :

{\displaystyle {\mathsf {WCl_{6}+8NaOH\ {\xrightarrow {}}\ Na_{2}WO_{4}+6NaCl+4H_{2}O}}}
- Reducción con hidrógeno :

{\displaystyle {\mathsf {2WCl_{6}+H_{2}\ {\xrightarrow {150-200^{o}C}}\ 2WCl_{5}+2HCl}}}
- Cuando reacciona bajo presión con aluminio en presencia de monóxido de carbono se forma hexacarbonilo de wolframio:

{\displaystyle {\mathsf {WCl_{6}+6CO+2Al\ {\xrightarrow {200^{o}C,p}}\ W(CO)_{6}\downarrow +2AlCl_{3}}}}
- La metilación con trimetilaluminio proporciona hexametilwolframio:

{\displaystyle {\mathsf {WCl_{6}+3Al_{2}(CH_{3})_{6}\ {\xrightarrow {}}\ W(CH_{3})_{6}+3Al_{2}(CH_{3})_{4}Cl_{2}}}}

## Aplicaciones
Para recubrir de wolframio superficies no metálicas mediante descomposición.

## Seguridad
Se trata de un oxidante agresivamente corrosivo, y se hidroliza para liberar cloruro de hidrógeno.